# Э (кана)
え в хирагане и エ в катакане — символы японской каны, используемые для записи ровно одной моры. В современном японском языке находится на четвёртом месте в слоговой азбуке, после う и перед お.

## Происхождение
え появился в результате упрощённого написания кандзи 衣, а エ произошёл от кандзи 江.
В раннем старояпонском языке звуки э и е различались и для них использовались разные знаки каны:
|     | хирагана | катакана |
| /е/ | 𛀁       | エ       |
| /э/ | え       | 𛀀       |

Со временем оба этих звука перешли в э и для их записи стали использоваться знаки え и エ.

## Фонетика и транскрипция
え и エ соответствуют звуку /e/ в Международном фонетическом алфавите. В системе Поливанова соответствуют кириллическому «э», поэтому при транскрибировании японских слов на русский язык え и エ записываются как «э».
え, кроме непосредственного произношения и написания как «э», также может удлинять звучание предыдущего слога, оканчивающегося на «э», например, ねえ (нэ:, не правда ли). При транскрибировании японских слов на русский язык это оформляется либо с помощью макрона (э̄), либо двоеточием (э:).

## Написание
|  |  |

Знак хираганы «え» записывается с помощью двух штрихов:
1. сверху пишется короткий диагональный штрих идущий вниз и вправо;
2. снизу пишется штрих состоящий из горизонтальной линии, диагональной линии, идущей вниз и влево, и штрих направленный вправо, напоминающий тильду (~).

Знак катаканы «エ» записывается с помощью трех штрихов:
1. сверху пишется горизонтальный штрих идущий слева направо;
2. второй штрих начинается в середине первого и идет вниз;
3. снизу горизонтальный штрих, параллельный первому, и касающийся второго. Этот штрих обычно немного длиннее первого.

## Коды символов вкодировках
- Юникод:
  - え: U+3048,
  - エ: U+30A8.